# 札幌市交通局6000形電車
札幌市交通局6000形電車（さっぽろしこうつうきょく6000がたでんしゃ）は、かつて札幌市交通局が保有していた札幌市営地下鉄の通勤形電車。東西線で運用されていた。

## 概要
1976年、東西線の琴似駅 - 白石駅間の開業に伴って登場した。南北線の第三軌条方式から架空電車線方式に変更され、架線電圧も1,500Vとなった。最大9両編成までの増結を考慮した設計であったが、開業当初は4両編成（6100・6200・6300・6900）、1982年に白石駅 - 新さっぽろ駅間が延伸開業した際に増結され6両編成（6400・6600を新製）とされた。さらに、1999年には琴似駅 - 宮の沢駅間が延伸開業し、8300形1両を増結して7両編成となる。
8300形は、本来ならば6500となるべき箇所(5号車)に入っている。これは、近い将来に6000形を8000形に置き換えた後も8300形を8000形編成に組み込んで継続使用することを考慮し、6000形と8000形では、以下の通り電動車(M)と付随車(T)の配置が千鳥になっているためとされる。
|        | ← 新さっぽろ宮の沢 →                 |      |      |      |      |      |      |
| 6000形 | 61##                                 | 62## | 63## | 64## | 83## | 66## | 69## |
| 6000形 | Mc                                   | Tch2 | T    | M    | M2'  | Tch1 | Mc'  |
| 8000形 | 81##                                 | 82## | 83## | 84## | 86## | 88## | 89## |
| 8000形 | Tc1                                  | M1   | M2   | T1   | T3   | M4   | Tc2  |
|        | 同じ編成には"##"に同じ車両番号が入る |      |      |      |      |      |      |

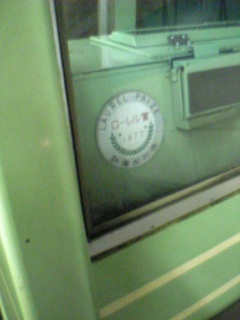
ローレル賞プレート
（02編成 2005年廃車）

落成時点では自動列車運転装置 (ATO) を装備し、運転士が出発ボタンを押した後は次駅停車までの自動運転が可能であった。しかし、1991年頃にATOは撤去され、新たに「AVC」が装備された。AVCは、ひばりが丘駅の乗務員専用ホームから東車両基地へ自動回送を行うシステムである。
駆動方式は南北線2000形までの差動歯車を用いた車体装架カルダン駆動に代えて、1台車に4個のモーターを持つ平行カルダン駆動を採用した。この1台車4個モーターの駆動方式は1973年に登場した南北線の検測車で試験された。主回路制御は6000形は電機子チョッパ制御、8300形はVVVFインバータ制御である。
当初、6000形はすべて西車両基地にて検査・留置されていた。そのため、かつては西28丁目行の列車も存在していた。1982年の白石駅 - 新さっぽろ駅延長開通と同時に東車両基地が建設され、東豊線が開通するまでは、東車両基地と西車両基地とで半数ずつ車両を留置していた。その後、東豊線が開通し、東豊線の車両が西車両基地を使用することになったため、東車両基地の増築工事が行われ、東西線の車両はすべて東車両基地で検査・留置されることとなった。
8300形は6000形と同様の車体塗色であるが、車内はほぼ8000形車両に準じた仕様となっているため、車両番号を確認するほかに車内を見ることで区別できた。
1975年に製造された試作車（第1編成）は他編成と車体形状が異なっていた（後述）。1977年には札幌市営地下鉄の車両で唯一鉄道友の会ローレル賞を受賞し、記念プレートが2005年に運用離脱した第2編成に取り付けられていた。
札幌市営地下鉄で初めて、車体に乗降促進ブザー音（車外向けドアブザー）が設置された。この車外ブザーは以降の札幌市営地下鉄の車両にも踏襲されているが、鳴動するのはドアが閉まる直前のみである。スピーカーが各車両の外側（片側に1ヶ所ずつ）にしかないため、現在の高齢者、障害者等の移動等の円滑化の促進に関する法律（バリアフリー新法）における車両ガイドラインに定められたドアチャイムの基準は満たしていない。6000形に搭載されたドアブザーの音色は編成によって音階などが異なり、同一編成でも左右で異なる音が鳴動する。
連結部付近は2000形と異なって等間隔となり、貫通路は大きな六角形状のものとなった。この六角形の貫通路は8000形までの札幌市営地下鉄の車両に踏襲される。また、その付近のつり革は南北線2000形・3000形の短い座席位置の4本に対し、本形式では5本になっている。
全編成の先頭車に行先表示器が設置されておらず、またプレート等を先頭部に取り付けることによる行先表示も行われることはなかった。試運転時のみ、「試運転」と書かれたプレートを乗務員室内から掲示していた。
老朽化及び将来のワンマン運転化に備え、2002年より8000形の増備によって淘汰が進められ、2008年8月30日を最後に営業運転を終了し、東西線車両は8000形に統一された。同時に可動式ホーム柵を各駅に順次設置し、約18年の歳月を経て同年9月1日よりATOによる自動運転が再開された。

## 製造

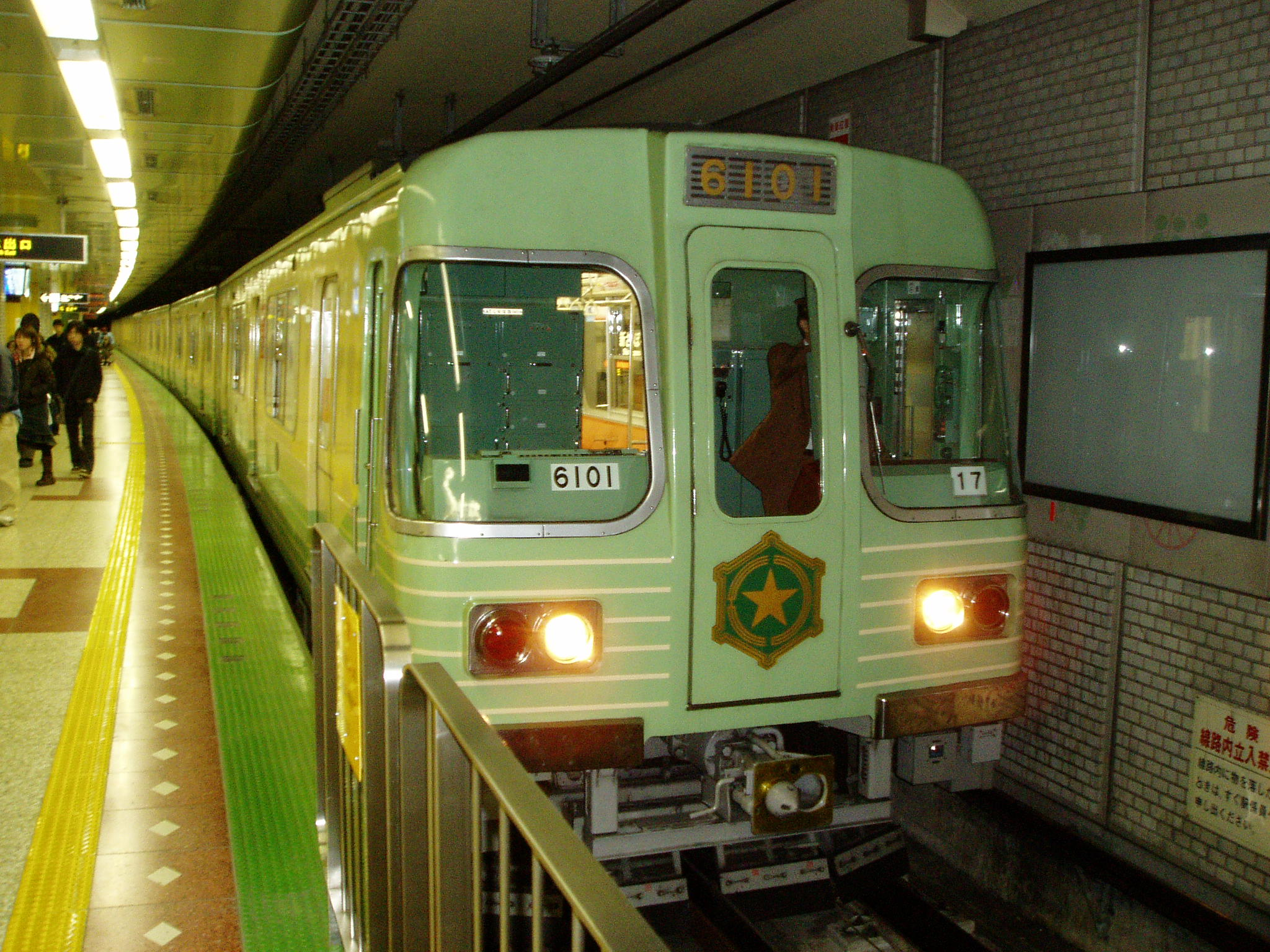
東西線6000形01編成（2005年12月10日 新さっぽろ駅）

1975年に試作車4両が川崎重工業で落成した。先頭車形状は2000形の流れを汲む曲面ガラスを用いた丸みを帯びたデザインで、後の量産車とは異なっている。このほか量産車とは異なる部分が多く、一部の鉄道ファンから注目された編成であったが、2007年10月10日をもって運用離脱した。
1976年に、量産車が19本76両が落成し、4両編成20本80両の陣容で東西線の開業を迎えた。
1982年に白石 - 新さっぽろ間が開通した際に、21 - 24編成の4本24両が増備され、既存編成の6両化も実施されたことで、6両編成24本144両の陣容となった。後期に製作された車両は、客用ドア部分の札幌市章が略され、化粧板に配された独特のイラスト（後述）は天井部では省略された。

## 装飾

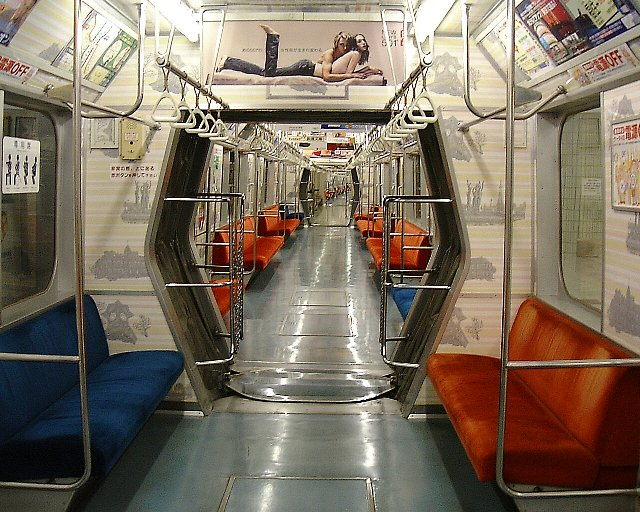
車内 手前は連結面

外部塗装は薄緑と薄黄のツートンカラーをベースに、量産車では前面非常用貫通扉上部には北海道を模したシンボルマークが取りつけられている。20編成までは2000形と同様に、客用ドアに札幌市章が描かれている。
内装の化粧板には札幌市内の建築物のイラストが描かれており、継ぎ目にも合わせて作られているためにデザインに凝った芸術性の高い作りになっている。
11編成は一時期丸井今井の広告ラッピング車両として運転されていた。この際、同編成は6000形では唯一、車体に札幌市章ではなくSTマークを掲示していた。なお、札幌市営地下鉄で車体全体を広告ラッピングした車両はこの11編成のみであり、全部で5パターンが存在した。
2008年7月23日より、16編成にイラストが描かれた「キャンバストレイン」が営業運転終了時まで運行されていた。

## 廃車
2008年8月30日をもって全編成が廃車・運用離脱となった。

## その他

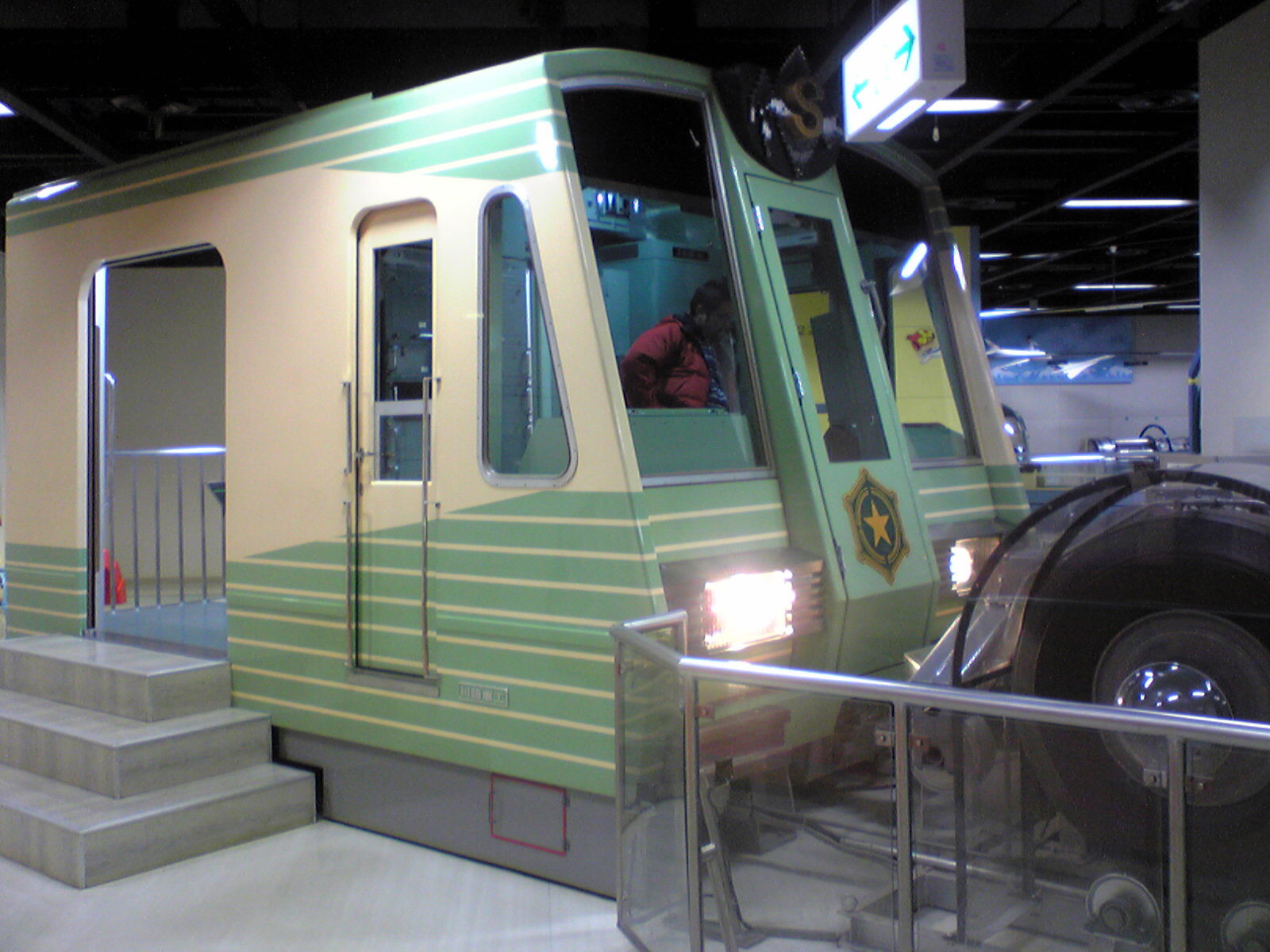
札幌市厚別区にある青少年科学館に展示されている6000形車両のカットモデル。前にあるのは台車。

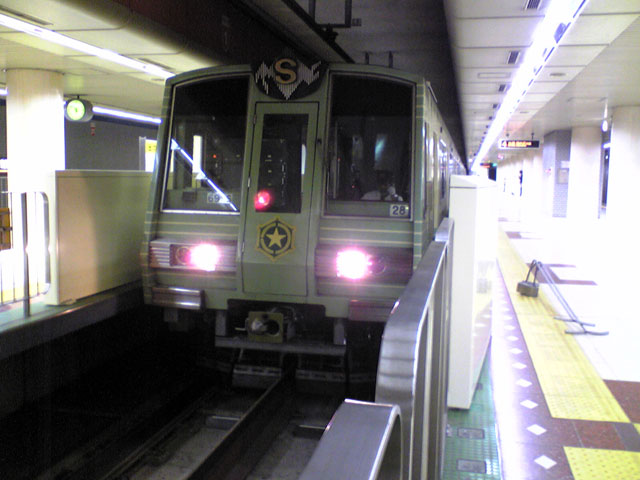
2008年8月10日　ホームドア設置後では初にして唯一の6000形による始発運用（28列車）

- 2008年8月30日の引退前、一度だけホームドア設置後の南郷7丁目駅4番ホームからの始発運用（28列車）に充当された。
- 交通局の発行した冊子『さっぽろの市営交通』内の「教育・養成機関」の紹介で、6000形をカットした実寸教材の写真が公開されている。また、交通振興公社の広告看板の「こども交通教室」紹介写真の中でも確認されている。この実寸教材は先頭部をつなぎ合わせた構造をしており運転席部分のほか、客室内も再現されている。この教材は交通局の教習センターに設置されており、2009年3月時点では教材の片側が8000形になっている。
- 斬新なデザインと日本では珍しいゴムタイヤ走行の地下鉄ということで、鉄道図鑑などの札幌市営地下鉄の紹介や子供向けの鉄道写真の本などでは、札幌市営地下鉄の項目・解説や写真において2000形よりも6000形が多く紹介されていた。その中には量産車ではなく、試作編成を札幌市営地下鉄車両として紹介した出版物も存在した。かつては、札幌市内の小学校の社会科副読本『わたしたちの札幌』でも6000形が紹介されていた。
- 不動産会社「藤井ビル」では、「マンションと駅が直結」というコンセプトのもとで会社員がマンションのドアを開けると西28丁目駅ホームに出るテレビCMが制作されたことがあるが、ホームに停車していた車両は放映当時の最新車両8000形ではなく、6000形であった。
- 2015年（平成27年）5月8日から営業運転が開始されている東豊線の9000形に、当形式で使用された台車が使用されている。

## 保存など
廃車後は8300形を除き全車解体処分され、実物車体(カットボディ含む)の保存例は皆無だが、一部部品の活用は数例存在する。
- 厚別区にある札幌市青少年科学館にて開館に合わせて川崎重工で実物大で制作された先頭部モックアップと台車が展示されている[注釈 6]。運転席に座れるようになっており、ハンドル操作でタイヤの回転を制御できる。
- 廃車発生品の一部は交通資料館に展示されていたほか、交通局のイベントなどで販売された。また、手すりの一部が市電に再利用されている。
- 2009年に交通資料館の屋内展示室にて、試作車の廃車部品を組み合わせた先頭部分のオブジェが設置された。ほかに青少年科学館と同様、実物大の運転席も再現されていた。ドアブザー部品もあり、運転席から鳴動させることも可能だった。子供用サイズの制服が用意されており、記念写真撮影に利用されていた。現在ではリニューアルに伴い部品のみとなった(2025年に追加)。
- 試作車よりも前に、東西線で走らせる車両の実験車両（3ドア18m）[記事 3]が1両南北線で試験運転されており、この車両の写真が2006年に交通PRセンターでの東西線写真展で紹介された。この車両は3年間の試験終了後石狩市花畔（ばんなぐろ）の会社に引き取られ、敷地内で倉庫として利用されていたが、現在は同市八幡にある自動車整備会社に引き取られて移転し、事務所に用途変更されて活用されており、「試運転」のステッカーも残存している。